# Erigone promiscua
Erigone promiscua (O. P.-Cambridge, 1873) è un ragno appartenente alla famiglia Linyphiidae.

## Aspetto
I maschi raggiungono una lunghezza di 1,8-2,6 mm mentre le femmine di 1,8-2,5 mm.
Le femmine della specie sono spesso confuse con quelle appartenenti a Erigone dentipalpis (Wider, 1834) o a Erigone atra Blackwall, 1833, ma con una osservazione delle vulve immerse nel fenolo diviene chiara la differenza tra esse.

## Distribuzione
La specie è stata rinvenuta in Europa e Russia

## Tassonomia
Non sono stati esaminati esemplari di questa specie dal 2007
Attualmente, a maggio 2014, non sono note sottospecie.